# Kaniyur (Tirupur)
Kaniyur es una ciudad y nagar Panchayat situada en el distrito de Tirupur en el estado de Tamil Nadu (India). Su población es de 6180 habitantes (2011).

## Demografía
Según el censo de 2011 la población de Kaniyur era de 6180 habitantes, de los cuales 3008 eran hombres y 3172 eran mujeres. Kaniyur tiene una tasa media de alfabetización del 81,98%, superior a la media estatal del 80,09%: la alfabetización masculina es del 89,06%, y la alfabetización femenina del 75,25%.